# Der Kinogeher
Der Kinogeher (Originaltitel; The Moviegoer) ist der Debütroman des US-amerikanischen Schriftstellers Walker Percy, der im Jahre 1961 erschien und 1962 mit dem National Book Award ausgezeichnet wurde. Die deutsche Übersetzung von Peter Handke erschien erst 1980 im Suhrkamp Verlag.
Vor seiner Konversion zum Katholizismus im Jahre 1947 beschäftigte Percy sich intensiv mit den Philosophen Sören Kierkegaard und Charles Sanders Peirce.  Insbesondere Kierkegaards Existenzphilosophie prägt den Roman, mit dem sich der Autor als einer der wesentlichen Schriftsteller des amerikanischen Südens etablierte. Der Kinogeher gehört heute zu den klassischen Werken der Amerikanischen Literatur des 20. Jahrhunderts. Das Magazin Time zählte diesen Roman zu den besten 100 englischsprachigen Romanen, die zwischen 1923 und 2005 veröffentlicht wurden. Die britische Zeitung The Guardian nahm 2009 den Roman in die Liste der 1000 Romane auf, die jeder gelesen haben muss.

## Handlung
Der Kinogeher ist die Geschichte von Binx Bolling, Nachkomme einer angesehenen Südstaatenfamilie und junger Wertpapierhändler im New Orleans der Nachkriegsjahre. Der Niedergang des traditionellen Lebens der Südstaaten, die Probleme seiner Familie und seine traumatischen Erfahrungen im Koreakrieg haben dazu geführt, dass Bolling sich von seinem Leben und seiner Umgebung entfremdet fühlt. Sein Leben ist von Tagträumen geprägt und er hat Schwierigkeiten, länger andauernde Beziehungen einzugehen. Sinn und Wahrhaftigkeit findet er nur noch in Kinofilmen und Büchern, aber nicht mehr in der gesetzten Routine seines eigenen Lebens.
Während des Mardi Gras bricht Bolling aus seinem gegenwärtigen Leben aus und begibt sich auf eine Suche nach seinem wahren Ich. Er durchwandert die Straßen des French Quarters von New Orleans und reist entlang der Golfküste und wird durch seine Begegnungen gezwungen, sich mit sich selbst und seinen Beziehungen zu seinen Freunden, seiner Familie, seinen Geliebten und seinen beruflichen Zielen auseinanderzusetzen.

## Themen
Wie alle wichtigen Figuren im erzählerischen Werk von Percy ist auch Bolling ein Suchender nach der Antwort auf die Frage, die Percy sich selbst fortwährend stellte: „Why does man feel so sad in the twentieth century“ („Warum ist der Mensch im 20. Jahrhundert so traurig?“). Percys Helden sind auf Grund ihrer Empfindsamkeit oder ihrer Religionszugehörigkeit Außenseiter ihrer Gesellschaft. Wie Percy selber fühlen sie sich abgestoßen von einer amerikanischen Kultur, die zunehmend von Einkaufszentren, Country-Clubs und Reihenhäusern in den Vorstädten geprägt ist.

## Kritiken
Die Schriftstellerin Sibylle Lewitscharoff erklärte 2013 in einem Interview mit dem Kölner Stadtanzeiger, dass sie seit dem Erscheinen der deutschen Übersetzung im Jahre 1980 von dem Roman anhaltend begeistert sei. Es sei „in der wirklich erstklassigen Literatur etwas sehr Seltenes […], dass ein Roman vom Gelingen des Guten handelt – und dass das ohne Kitsch gelingt. Es ist die vielleicht größte Schwierigkeit überhaupt in der Moderne – dass ein Roman nicht nur durch Abgründe führen muss.“

„Leuchtendes Bienengelb, und 200 Seiten lang darin ein fast noch junger Mann auf der Suche, aber wonach weiß er eigentlich nicht, nach dem Absoluten, dem Leben? Frauen um ihn herum, Millionen schöne Frauen, sagt er (er erzählt selber), in jedem Südstaatenhaus wachsen sie von ganz allein, in seinem kleinen Büro sitzt auch eine, Sharon, und lässt sich am Meer küssen.
Irgendwas wie Leidenschaft ist schon bei seinem Suchen dabei, aber doch ohne diesen unschönen Zusatz von Ehrgeiz - das Glück will anders gefunden werden in solchen Büchern.
Haben Sie auch mitunter das Gefühl, was sag ich, die Gewissheit, mit einem Mal, eben jetzt das schönste Buch der Welt zu lesen? Schönste Bücher der Welt - das sind diese von keiner Autorität beglaubigten Bücher, ohne die es beim Lesen doch zu wenig Glück gäbe. Ich nenne ein paar: Alain-Fourniers Großer Meaulnes, Fromentins Dominique, Sarah Orne Jewetts Land der spitzen Tannen, Herman Bangs Sommerfreuden und nun also dieses Buch, Walker Percys Kinogeher - denn das tut er dann am zweitliebsten, der suchende junge Mann, er geht ins Kino.“

## Versuch der Verfilmung
Während der 1980er Jahre arbeitete Terrence Malick an einem Drehbuch, stellte die Arbeiten daran jedoch letztlich ein.